# Seznam slovenskih nagrad za književnost
Seznam slovenskih nagrad za književnost.

## Seznam
- Airbeletrinin natečaj za kratko zgodbo
- Borštnikova nagrada
- Cankarjeva nagrada
- čaša nesmrtnosti (velenjica) za vrhunski desetletni pesniški opus
- desetnica (za otroško in mladinsko literaturo, podeljuje DSP)
- Grumova nagrada
- Jenkova nagrada (za najboljšo pesniško knjigo zadnjih dveh let, podeljuje DSP)
- kresníce (za pesniško zbirko na temo ženske (v) pesmi), od 2022, na rojstni dan Kristine Šuler 17. julija
- kresnik (za najboljši roman preteklega leta, podeljuje Delo)
- kristalno pero Mlade Vilenice
- kritiško sito (podeljuje Društvo slovenskih literarnih kritikov, od 2012)
- Levstikova nagrada (za otroško in mladinsko književnost, podeljuje MK)
- Lirikonfestov zlát
- mednarodna literarna nagrada KONS
- Nagrada Mira (nagrada za izjemne dosežke na področju literarne ustvarjalnosti žensk, podeljuje PEN)
- Nagrada za mladega dramatika (Prešernovo gledališče Kranj)
- modra ptica (podeljuje Mladinska knjiga)
- nagrada novo mesto (podeljuje založba Goga od 2017 dalje, nadomešča ukinjeno nagrado fabula za najboljšo kratko prozo
- Ocvirkova nagrada (podeljuje Slovensko društvo za primerjalno književnost, od 2016)
- prevajalske nagrade

- Prežihova nagrada (podeljuje založba Obzorja)
- Rožančeva nagrada (za esejistiko, podeljuje sklad Marjana Rožanca)
- Smoletova nagrada
- srednješolski natečaj za najboljši haiku (2006-) (Gimnazija Vič)
- Stritarjeva nagrada (za literarno kritiko, podeljuje DSP)
- Svetlobnica (literarna nagrada založbe Družina, za najboljši roman)
- Šeligova nagrada
- Trubarjevo priznanje (plaketa/nagrada) za ohranjanje pisne kulturne dediščine, podeljuje NUK
- Urška
- večernica (za najboljšo mladinsko delo, podeljuje časopis Večer)
- Veronikina nagrada (za najboljšo pesniško zbirko, podeljuje mesto Celje)
- vilenica (za življenjsko delo srednjeevropskim pisateljem, podeljuje DSP)
- zlata hruška
- zlatnik poezije
- Župančičeva frulica (za šolske pesnike in deklamatorje)

## Nagrade, povezane z literaturo
- Aškerčeva nagrada (za arhivistiko, podeljuje Arhivsko društvo Slovenije)
- Bevkova nagrada
- Borštnikov prstan (igralcem za življenjsko delo, podeljuje se na Borštnikovem srečanju)
- Cankarjeva nagrada
- Čopova diploma
- Dnevnikova nagrada (za dosežke v repertoarju MGL)
- Glazerjeva nagrada (za umetnike in kulturnike, podeljuje mesto Maribor)
- Grumova plaketa (nagrada občine Zagorje za kulturne dejavnosti)
- Ježkova nagrada
- Kersnikova plaketa (občina Domžale)
- Murkova nagrada (podeljuje Slovensko etnološko društvo)
- nagrade Slovenskega knjižnega sejma
  - Schwentnerjeva nagrada
  - nagrada za knjigo leta
  - nagrada za najbolje oblikovano slovensko knjigo
  - nagrada za najboljši literarni prvenec
  - nagrada za poslovno knjigo
- priznanje Radojke Vrančič za mladega prevajalca
- nagrade Društva slovenskih pisateljev
- nagrada Prešernovega sklada (podeljuje država za umetniške dosežke)
- nagrada Slavističnega društva Slovenije
- nagrade Toneta Čufarja
- nagrade Združenja dramskih umetnikov
- NAJknjigotržec in NAJzaložnik
- Prešernova nagrada (podeljuje država za umetniške dosežke)
- Pretnarjeva nagrada (ambasadorjem slovenske književnosti in jezika, podeljuje Velenje in JAK)
- Rizzijeva nagrada
- Severjeva nagrada (za dramske umetnike, podeljuje škofjeloški sklad Staneta Severja)
- Steletova nagrada (podeljuje Slovensko konservatorsko društvo)
- Štrekljeva nagrada
- Tantadruj (za gledališke dosežke primorskih gledališč: Trsta, Kopra in Nove Gorice)
- Trdinova nagrada (za dosežke na kulturnem, literarnem, vzgojno-izobraževalnem in znanstvenem področju, podeljuje Mestna občina Novo mesto)
- Trubarjeva plaketa za širjenje bralne kulture
- Valvasorjeva nagrada (podeljuje Slovensko muzeološko društvo)
- Večerova nagrada (za dosežke v repertoarju SLG)
- zlata ptica (nagrada) (nagrada Zveze socialistične mladine Slovenije)
- Župančičeva nagrada (za umetnike in kulturnike, podeljuje mesto Ljubljana)

## Nekdanje nagrade
- božične knjižne nagrade (Slovenska kulturna akcija, Buenos Aires, 1955, 1956) Meddobje
- banovinska nagrada za književnost
- Doma in sveta 1920
- fabula (za najboljšo zbirko kratkih zgodb preteklega leta, podeljuje Dnevnik) do leta 2016
- Finžgarjeva nagrada
- nagrada za najboljši slovenski feljtonski roman (časnik Večer jo je 1988 podelil Tonetu Peršaku)
- Glasnikova nagrada (1857) dLib
- Jurčičeva nagrada
- Kajuhova nagrada
- literarna nagrada Prem
- literarna nagrada molitvene družine (nagrajenec 1992 Pavle Zidar)
- literarne nagrade konzorcija Doma in sveta 1940
- Moja najljubša knjiga
- Nagrada Osvobodilne fronte
- Prešernova nagrada mesta Ljubljane
- Prešernove družbe
- Prosvetina (ZDA)[1]